# Songgai
Songgai, även känd som Sungkai, är en köping i sydvästra Kina.. Den ligger i stadsdistriktet Yongchuan i storstadsområdet Chongqing, omkring 85 kilometer sydväst om det centrala stadsdistriktet Yuzhong. Antalet invånare är 14 270. Befolkningen består av 7 145 kvinnor och 7 125 män. Barn under 15 år utgör 20,0 %, vuxna 15-64 år 63 %, och äldre över 65 år 15,0 %.
Orten är känd för sin välbevarade arkitektur från Ming- och Qing-dynastierna.